# Isauria

Ubicación de Isauria en Asia Menor.

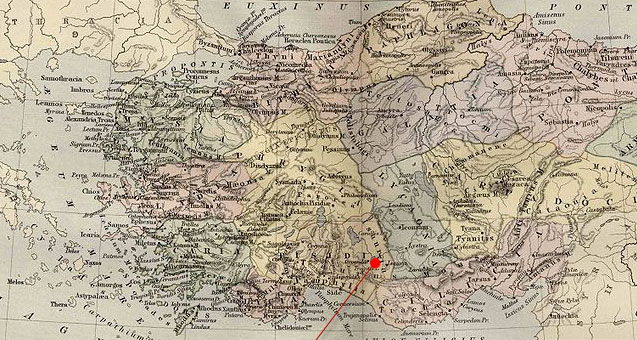
Ubicación de Isauria en Asia Menor.

Isauria (en griego antiguo: Ἰσαυρία) es una antigua región geográfica localizada en la accidentada y aislada zona sur de Asia Menor. La región ha sido sometida a numerosos cambios territoriales a lo largo de la historia, pero en general abarcó la zona que hoy se conoce como la provincia de Antalya en Turquía, en el corazón de los montes Tauro. Su nombre deriva de la belicosa tribu que habitó la región, que se divide en los distritos de Isaura Palaea (en griego antiguo: Ἴσαυρα Παλαιά, en latín: Isaura Vetus, «Vieja Isaura») e Isaura Nea (en griego antiguo: Ἴσαυρα Νέα, en latín: Isaura Nova, «Nueva Isaura»). Los isauros mantuvieron a lo largo de la historia un fuerte deseo de independencia y atacaron las regiones bajo control macedonio y romano.
El núcleo de Isauria se encontraba al norte de la estribaciones de las Tauro, ubicado al sur de Konya y Lystra. Licaonia comprende todo el territorio llano de Konya; Isauria, toda la zona que se extiende por territorio montañoso. Sus dos ciudades originales —Isaura Nea e Isaura Palaea— se encuentran en la falda de la montaña (Doria) y en la otra cuenca de Zengibar Kales, respectivamente. 
En el siglo IV a. C., la capital de los isauros —Isaura Palaea o Isaura Vetus, ciudad fuertemente fortificada y localizada a los pies de los montes Tauro— fue asediada por el comandante Pérdicas tras la muerte del regente macedonio Alejandro Magno. Los isauros decidieron perecer en el interior de su incendiada y asediada capital antes que rendirse.

## Dominación romana
Cuando los romanos se tropezaron por primera vez con los isauros a principios del siglo I a. C., consideraron este territorio como parte de Cilicia, que se extendía hacia el mar Mediterráneo. Las dimensiones de la provincia permanecieron en ese estado durante los dos próximos siglos. El conjunto de la cuenca del Göksu y todas las ciudades localizadas en el valle sur del ramal de este río formaban lo que se conocería como Decápolis de Isauria.
Los isauros fueron sometidos por las legiones romanas entre los años 76 a. C. y 75 a. C. Durante la guerra dirigida por los romanos contra los piratas cilicios, los isauros tomaron parte activa en el conflicto hasta que el procónsul Publio Servilio Vatia decidió someter a esta belicosa tribu, lo que le valió el título de Isáurico (75 a. C.). Isauria fue incluida durante un breve periodo entre las posesiones del rey de Galacia Amintas, pero era evidente que los isauros mantenían una fuerte independencia y no abandonaron sus costumbres tribales. En el siglo III se escondió en esta región el emperador rebelde Treboniano Galo.
A principios del siglo IV todo el territorio de la vertiente norte del Tauro fue separada de la provincia de Cilicia por órdenes del emperador romano Diocleciano, que estableció una nueva provincia llamada Isauria-Licaonia, y posteriormente solo Isauria, que se extendía hasta los límites de Galacia pero sin pasar por el sur de Tauro. Parte de la provincia de Isauria, la zona de Pisidia fue separada también adhiriéndose al territorio de Konya. En compensación por esta pérdida territorial, se añadió a la provincia de Isauria la parte oriental de Panfilia.
En el siglo IV los isauros eran todavía descritos por Amiano Marcelino como el azote de las provincias de Asia Menor, aunque dos siglos después habían sido eficazmente subyugados durante el reinado de Justiniano I. 
Entre este pueblo surgieron dos emperadores bizantinos, Zenón, que nació con el nombre de Tarasicodisa Rusumbladeotis, y León III, que ascendió al trono de Constantinopla en 718 y que reinó durante 23 años hasta 741, convirtiéndose en el fundador de una dinastía de tres generaciones. Este último, reorganizó el ejército y obligó a los árabes a retirarse de Asia Menor. Los generales del Imperio bizantino emplearon a los isauros como soldados hasta tal punto que la guardia personal del emperador, los Excubitores, estaba formada por hombres procedentes de este pueblo.

## Historia posterior
El antiguo emplazamiento de Isauria contiene ruinas de las ciudades y fortificaciones de esta provincia. Las ruinas de Isaura Palaea son notablemente importantes gracias a su excelente situación, a sus fuertes fortificaciones y a sus tumbas. Los restos de Isaura Nea han desaparecido por completo, pero se han hallado numerosas inscripciones y muchos restos escultóricos que nos revelan su posición. Fue esta última y no la antigua ciudad a la que Servilio redujo al cortar el suministro de agua. John Robert Sitlington Sterrett exploró el altiplano de Isauria en el año 1885, aunque su búsqueda no fue exhaustiva y los restos fueron descubiertos por William Mitchell Ramsay en 1901.

## Isauros y curdos
Varias fuentes antiguas consideran que los isauros son los antiguos curdos de la región de Tauro y los ancestros de los modernos curdos. Según la Biblia, los isauros incluían probablemente tribus curdas del sureste del Tauro en Asia Menor.